# Trimble
Trimble Inc. er et amerikansk firma, der leverer GPS-modtagere, lasermålingsudstyr, ubemandede luftfartøjer, træghedsnavigeringssystemer samt software til disse. I 2012 havde firmaet 6561 medarbejdere, der arbejdede i omkring 30 lande; hovedsædet ligger i Sunnyvale i Californien. Det havde i 2011 en omsætning på over $1,6 milliarder.
Firmaet blev grundlagt som Trimble Navigation i 1978 af Charles Trimble sammen med to partnere fra Hewlett-Packard. Firmaet har udviklet sig gennem årene med opkøb af en række andre virksomheder til sin nuværende position. I 2016 ændrede det navn til det nuværende ved at fjerne ordet "Navigation".
I Danmark forhandles en række af Trimbles produkter af Geoteam, et datterselskab af LE34.